# Erja Yläjärvi
Erja Yläjärvi, född 1977 i Kuopio, är en finländsk journalist och chefredaktör. Hon har varit tidningen Iltalehtis chefredaktör sedan 2018 och tillträdde som Hufvudstadsbladets chefredaktör i augusti 2021. I mars 2023 tillkännagavs att Yläjärvi blir chefredaktör för Nordens största dagstidning Helsingin Sanomat.
Yläjärvi har studerat vid Tammerfors universitet och College of Europe i Brygge och är magister i samhällsvetenskap.
Yläjärvi började karriären som sommarreporter på Savon Sanomats sportredaktion. Hon arbetade på tidningen Keskisuomalainen 2001–2004, först som utrikesredaktör och sedan som politisk reporter. Yläjärvi var korrespondent i Bryssel år 2005–2008 och nyhetschef på nyhetsbyrån FNB år 2009–2011. Hon var chefredaktör för Kouvolan Sanomat år 2011–2013. År 2013–2018 arbetade hon som redaktionschef för Helsingin Sanomat, med ansvar för att utveckla det journalistiska innehållet.
Yläjärvi är dotter till ministern Toivo Yläjärvi.